# Johann Georg Greiff
Johann Georg Greiff ou Greif, né en 1693 à Hörmannsberg près de Mering et mort le 28 septembre 1753 à Munich, est un sculpteur baroque bavarois.
Greiff entre en 1708 comme élève à l'atelier d'Andreas Faistenberger. Il obtient le droit de bourgeoisie en 1718 et travaille dans les environs de Munich. Son style baroque confine parfois à un rococo enpreint de pathétie. Parmi ses œuvres remarquables, surtout des sculptures sur bois, on distingue les autels richement décorés de la Bürgersaalkirche et ceux de l'église du Saint-Esprit (Munich).

## Œuvres
- 1730 : Ange du maître-autel de l'église du Saint-Esprit de Munich
- 1737 : Buffet de l'orgue de l'abbatiale Notre-Dame de l'Assomption du cloître cistercien de Fürstenfeld
- 1743 : Autel latéral de droite de l'église Notre-Dame de Gauting
- Chemin de croix de bois de la Bürgersaalkirche
- Sculptures des autels de l'église Saint-Martin d'Unering (de)

## Source
- (de) Cet article est partiellement ou en totalité issu de l’article de Wikipédia en allemand intitulé « Johann Georg Greiff » (voir la liste des auteurs).